# Урофора Дзєдушицького
Урофора Дідушицького (Urophora dzieduszyckii) — вид комах з родини Tephritidae.

## Морфологічні ознаки
Середніх розмірів (4-7 мм) блискучо-чорна мушка з чорними вусиками та щупиками; щиток жовтий; крило чорне до основи, з 4 частково злитими при передньому краї косими чорними перев'язами.

## Поширення
Ізраїль, Сирія. В Україні — Тернопільська область: каньйон Дністра в околицях села Синьків (типова місцевість), в долинах річок Джурин та Збруч та в Чернівецькій області. Зустрічається на нерозораних луках винятково на кормовій рослині. Рідкісний у північній частині ареалу.

## Особливості біології
Дорослі мухи — на рослинах головатня (Echinops), зокрема, головатня високого (Echinops exaltatus) в каньйоні Дністра. Характер живлення: личинки у суцвіттях цієї ж рослини, утворюючи м'які гали у насіннєзачатках. Біологія розмноження: відомостей немає.